# Гімількон Молодший
Гімількон — карфагенський полководець і державний діяч V-IV століття до н. е..
У 406 до н. е., після смерті Ганнібала Магоніда, призначений головнокомандувачем карфагенського війська («рабімаханатом», фінік. ). Здобув Акрагант, взяв в облогу Сиракузи, проте епідемія, що спалахнула в його таборі, змусила його відступити від міста.
У 405 до н. е. уклав з греками мир, за яким ті визнали владу Карфагена над половиною Сицилії з Селінунтом, Гімерою (точніше землями, що належали зруйнованому місту), Акрагантом і землями сіканів. Гела та Камарина мали сплачувати.
Тим часом в Африці спалахнуло повстання берберів. Повстанці підійшли до мурів самого Карфагена і придушити заворушення Гімількону вдалося лише за допомогою хитрощів.
Скориставшись послабленням Карфагена 398 до н. е. сиракузький тиран Діонісій, розірвав мир і місто за містом відвоював усю Сицилію, з фінікійськими містами включно. Залишки карфагенян забарикадувалися у Мотії, але Діонісій взяв і її, зруйнувавши дощенту. Міські мешканці згодом заснували нове місто Лілібей, проте Сицилія для пунійців була втрачена. Гімількон з відчаю наклав на себе руки.